# 員林陸橋
員林陸橋，又名莒光陸橋、莒光路橋，臺灣一座橫跨縱貫鐵路的公路橋樑，位於彰化縣員林市，有省道台1線莒光路通過，該橋東半段也為和平與南平二里交界。早年為舒解員林市區的交通擁塞而興建30米外環道，員林陸橋是隨30米外環道工程一併興建，1976年完工啟用。後因鐵路高架化工程而於2012年拆除，僅存37年。

## 歷史
由於早年縱貫公路（台1線）是直接從後站到前站通過員林市區，以及受限於縱貫鐵路的阻隔，每逢上下班的尖峰時段，造成來往車流擁塞的現象，尤其是到了逢年過節的休假日，更是嚴重。為此，員林鎮民代表會主席劉開藩率幾位鎮民代表與地方仕紳，一同地前往員林鎮公所向代理鎮長蕭昌福商議這項交通問題。經過向中央政府與臺灣省政府爭取到工程經費，於1974年動工闢建30米外環道——莒光路，並為橫跨縱貫鐵路而興建員林陸橋及兩側各一人行天橋。全部工程於1976年竣工，耗資6千餘萬新臺幣興建，從動工到完工都在鎮長詹啟造任內進行。
通車之初，雖然解決員林市區的交通問題，改善車流擁塞的情況，但隨著臺灣經濟逐步提升，在這37年期間，員林市區的發展一直受到縱貫鐵路所阻隔，造成前站和後站發展不平衡，於是在2007年開始進行鐵路高架化工程。
2011年，因適逢彰化縣一連舉辦全國運動會、國慶煙火、臺灣燈會等大型活動，原定於9月進行員林陸橋封閉拆除作業，因而順延。2012年，為配合鐵路高架化工程的進行，預定於3月1日將員林陸橋封閉拆除，由於30米外環道尚未完工驗收，引發當地居民的質疑。該年3月，因工程單位考量到當地的交通需求與配合國際自由車環台賽，因此再次順延至15日才開始封閉。翌日，工程單位開始啟用替代道路，將原有經過員林陸橋的車流，由台1線至靜修路這一路段的30米外環道替代，其餘仍藉由市區道路導引車流。如今，員林陸橋已被拆除，原本橋下的道路也封閉，不再開放通行。

## 解

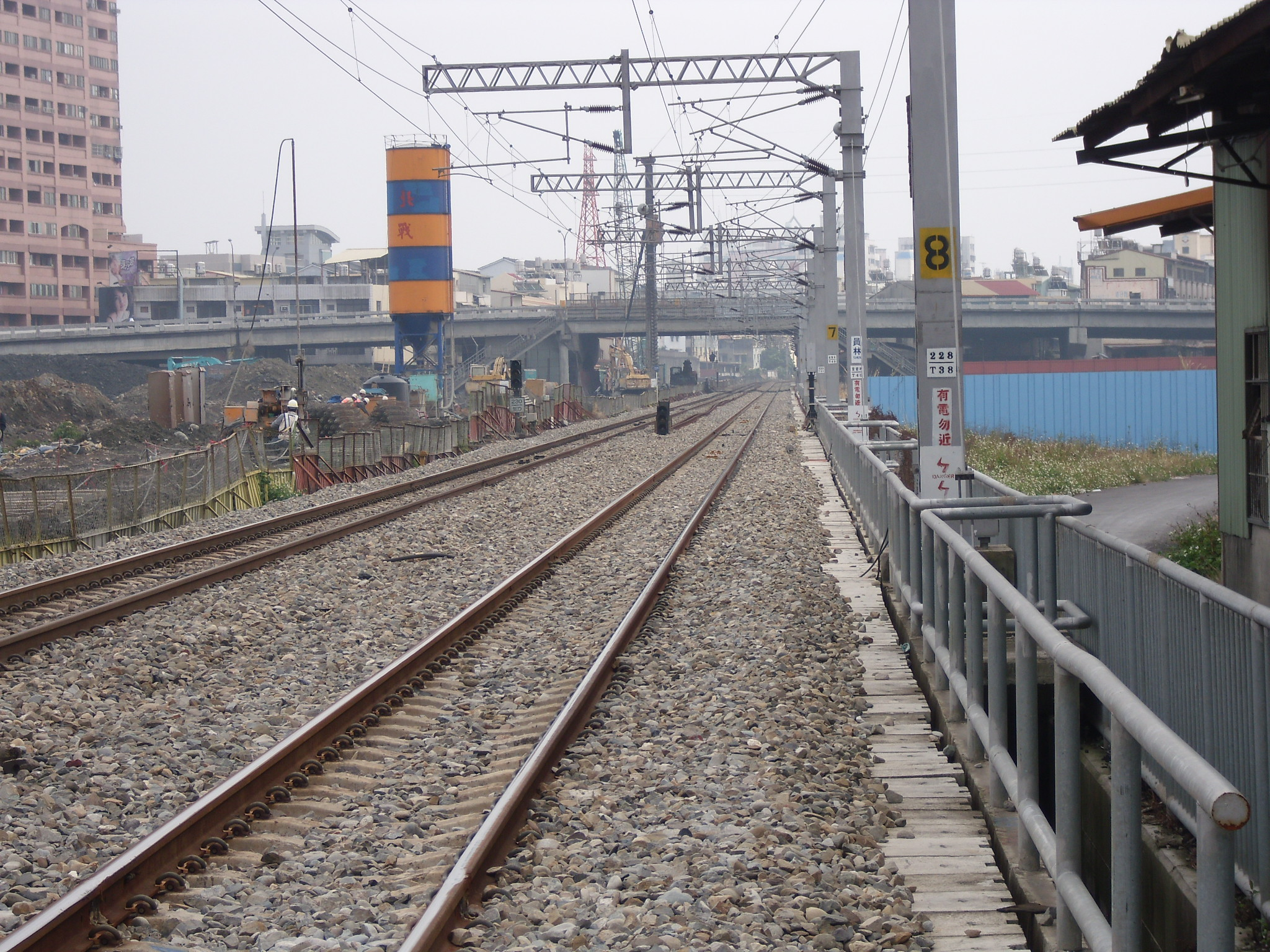
在縱貫鐵路向南遠望員林陸橋。

1. ↑  「員林陸橋」之名是根據官方文獻《員林鎮志》記載[1]，以及網路上專欄文章以附圖說明方式介紹「員林陸橋」之名是出自於橋身銘牌題刻[2]，其原文：「員林陸橋銘牌，但大多數人仍依路名稱之『莒光陸橋』[2]」，故採用為本條目之名，不失為該橋原本名稱。
2. ↑  本條目陳列的來源之中，多數的新聞媒體都以「莒光陸橋」報導之，僅見於《聯合報》採「員林陸橋」報導。
3. ↑  東半段指縱貫鐵路以東，因此和平里在員林陸橋呈ㄑ字形轉折與南平里接鄰[5]。
4. ↑  30米外環道指莒光路[6]。
5. ↑  工程單位指官方的執行機關。就封閉員林陸橋與改走替代道路而言，《華視新聞網》採用《中央社》記者吳哲豪報導是指彰化縣政府，《蘋果日報》報導則是指公路局[10][11]。
6. ↑  30米外環道（全名為「員林184公頃市地重劃的外環道路」）即今員林大道，當時尚未命名，全線環繞員林市區，其中一段橫跨縱貫鐵路，此路段即取代員林陸橋之替代道路[13][14]。

## 資料來源
1. 1 2   (PDF). 員林鎮志初稿. 員林鎮公所.   [2013年12月28日]. （原始内容存档 (PDF)于2016年3月4日） （中文（臺灣））. 外部链接存在于|work= (帮助)
2. 1 2  Hudson Gao. . Explore the uncharted. Google. 2009年5月  [2013年12月28日]. （原始内容存档于2013年12月28日） （中文（臺灣））.
3. ↑  王瀚增. . 彰視新聞. 2012-03-05.[]
4. ↑  .   [2014-01-01]. （原始内容存档于2019-09-18）.
5. 1 2  . 內政部. 2007年5月. ISBN 9789860095395 （中文（臺灣））.
6. 1 2 3 4 5 6 7   (PDF). 員林鎮志初稿. 員林鎮公所.   [2013年12月28日]. （原始内容存档 (PDF)于2019年9月13日） （中文（臺灣））. 外部链接存在于|work= (帮助)
7. 1 2 3  阮怡瑜. . 自由時報電子報. 2012年4月17日  [2013年12月28日]. （原始内容存档于2012年10月12日） （中文（臺灣））.
8. ↑  . 《陽光彰化》第三期. 彰化縣政府.   [2013年12月28日]. （原始内容存档于2018年2月4日） （中文（臺灣））.
9. ↑  何烱榮. . 《聯合報》. 2012年2月28日 （中文（臺灣））.
10. 1 2 3  中央社. . 華視新聞網. 2012年3月11日  [2013年12月28日]. （原始内容存档于2013年12月28日） （中文（臺灣））.
11. 1 2  . 台灣蘋果日報. 2012年2月25日  [2013年12月28日]. （原始内容存档于2015年9月24日） （中文（臺灣））.
12. 1 2  第一工程段何森永段長. . 訊息中心 新聞焦點. 彰化縣政府工務處. 2012年3月11日  [2013年12月28日]. （原始内容存档于2019年9月14日） （中文（臺灣））.
13. ↑  吳為恭. . 自由時報電子報. 2013年10月29日  [2013年12月28日]. （原始内容存档于2013年10月29日） （中文（臺灣））.
14. ↑  . 道好名、好運到 員林184公頃市地重劃區之30米園道道路命名網路票選活動. 彰化縣政府.   [2013年12月28日]. （原始内容存档于2013年12月17日） （中文（臺灣））.
15. ↑  何烱榮. . 《聯合報》. 2012年3月16日 （中文（臺灣））.